# Liste der Bodendenkmale in Schwarzheide
In der Liste der Bodendenkmale in Schwarzheide sind alle Bodendenkmale der brandenburgischen Stadt Schwarzheide und ihrer Ortsteile aufgelistet. Grundlage ist die Veröffentlichung der Landesdenkmalliste mit dem Stand vom 31. Dezember 2020. Die Baudenkmale sind in der Liste der Baudenkmale in Schwarzheide aufgeführt.
|    | Gemarkung           | Flur | Kurzansprache | Bodendenkmalnummer | Bemerkung | Bild |
| -- | ------------------- | ---- | --- | ------------------ | --------- | ---- |
| 1  | Naundorf ()         | 1    | Dorfkern deutsches Mittelalter, Dorfkern Neuzeit                                                                                                 | 80031              |           |      |
| 2  | Schwarzheide (Lage) | 7, 8 | Gräberfeld Urgeschichte | 80188              |           |      |
| 3  | Schwarzheide (Lage) | 2, 3 | Friedhof deutsches Mittelalter, Kirche Neuzeit, Friedhof Neuzeit, Kirche deutsches Mittelalter, Dorfkern deutsches Mittelalter, Dorfkern Neuzeit | 80260              |           |      |
| 4  | Schwarzheide (Lage) | 7    | Siedlung Urgeschichte | 80296              |           |      |
| 5  | Schwarzheide (Lage) | 8    | Rast- und Werkplatz Mesolithikum, Siedlung Eisenzeit                                                                                             | 80299              |           |      |
| 6  | Schwarzheide (Lage) | 5    | Dorfkern Neuzeit, Dorfkern deutsches Mittelalter                                                                                                 | 80301              |           |      |
| 7  | Schwarzheide ()     | 4    | Rast- und Werkplatz Mesolithikum | 80393              |           |      |
| 8  | Schwarzheide ()     | 4    | Rast- und Werkplatz Mesolithikum | 80394              |           |      |
| 10 | Schwarzheide (Lage) | 5    | Rast- und Werkplatz Mesolithikum | 80449              |           |      |